# Apple II original

El Apple II (representado como Apple ][) es una de las primeras computadoras personales creadas por Apple Inc. Fue uno de los primeros microcomputadoras fabricadas en serie con éxito y desempeñó un papel importante en el desarrollo inicial de la industria de las computadoras personales. Tiene un microprocesador de 8 bits.

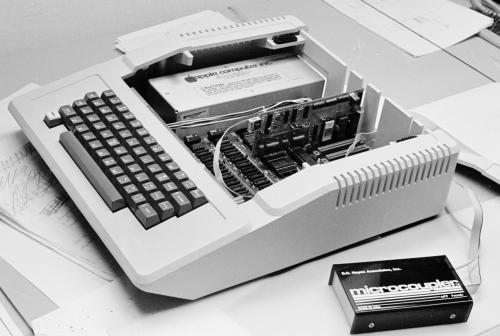
Computador Apple II con módem externo

El Apple II fue diseñado principalmente por Steve Wozniak; Jerry Manock desarrolló el diseño de la carcasa de plástico moldeada con espuma del Apple II, mientras que Rod Holt desarrolló la fuente de alimentación conmutada. Steve Jobs no participó en el diseño ni en el desarrollo del computador. Fue presentado por Jobs y Wozniak en la Feria de Informática de la Costa Oeste (West Coast Computer Faire) de 1977 y marca el primer lanzamiento de Apple de un computador personal dirigido a un mercado de consumo, específicamente dirigido a los hogares estadounidenses en lugar de a hombres de negocios o aficionados a la informática.
La revista Byte se refirió al Apple II, el Commodore PET 2001 (siglas en inglés para Personal Electronic Transactor; transactor electrónico personal) y el TRS-80 como la "Trinidad de 1977". Como el Apple II tenía la característica definitoria de poder mostrar gráficos en color, el logotipo de Apple se rediseñó para tener un espectro de colores.
El Apple II es el primer modelo de la serie Apple II, seguido del Apple II+, Apple IIe, Apple IIc, Apple IIc Plus y el Apple IIGS de 16 bits, todos los cuales siguieron siendo compatibles. La producción del último modelo disponible, Apple IIe, cesó en noviembre de 1993.
El Apple II está ampliamente considerado como una de las mejores computadoras personales de todos los tiempos por su papel en la popularización de la computadora doméstica y su influencia en el desarrollo posterior de software.

## Historia

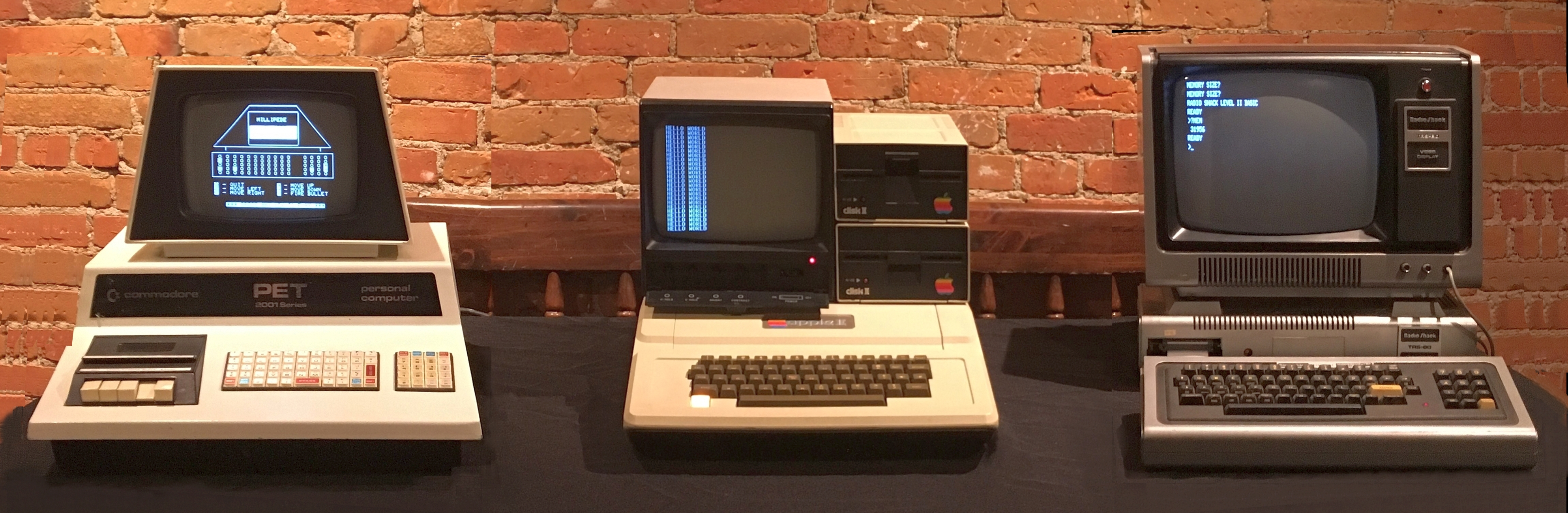
Las tres computadoras que la revista Byte denominó la "Trinidad de 1977" de la informática doméstica: Commodore PET 2001, Apple II y TRS-80 Modelo I.

En 1976, Steve Jobs había convencido al diseñador de productos Jerry Manock (quien había trabajado en Hewlett Packard diseñando calculadoras), para que creara la "carcasa" del Apple II: una caja lisa inspirada en los electrodomésticos de cocina que ocultaba la mecánica interna. Las primeras computadoras Apple II se ensamblaron en Silicon Valley y más tarde en Texas; las placas de circuitos impresos se fabricaron en Irlanda y Singapur. Las primeras computadoras salieron a la venta el 10 de junio de 1977 con un microprocesador MOS Technology 6502 que funcionaba a 1,023 Hz (2⁄7 de la subportadora de color NTSC), dos palancas de juego (incluidas hasta 1980, cuando se descubrió que violaban las normas de la FCC), 4 KiB de RAM (Random Access Memory; memoria de acceso aleatorio), una interfaz de casete de audio para cargar programas y almacenar datos y el lenguaje de programación Integer BASIC integrado en ROM (Read Only Memory; memoria de solo lectura). El controlador de vídeo mostraba en pantalla 24 líneas por 40 columnas de texto monocromo, solo en mayúsculas (el juego de caracteres original coincide con los caracteres ASCII 20h a 5Fh), con salida de vídeo compuesto NTSC (National Television System Committee; Comité Nacional de Sistema de Televisión) apto para su visualización en un monitor de TV o en un televisor normal (mediante un modulador RF independiente).
El precio original de venta al público del computador con 4 KiB de RAM era de 1298 dólares (equivalentes a 6270 dólares en 2022) y con el máximo de 48 KiB de RAM, era de 2638 dólares (equivalentes a 12 740 dólares en 2022). Para reflejar la capacidad gráfica en color del computador, el logotipo de Apple de la carcasa tiene rayas arco iris, que siguieron formando parte del logotipo corporativo de Apple hasta principios de 1998. Tal vez lo más significativo es que el Apple II fue un catalizador para las computadoras personales en muchas industrias; abrió las puertas al software comercializado a los consumidores.
Algunos aspectos del diseño del sistema se vieron influidos por el videojuego arcade de Atari Breakout (1976), que fue diseñado por Wozniak, quien declaró: "Muchas de las características del Apple II se debieron a que yo había diseñado Breakout para Atari. Lo había diseñado en hardware. Ahora quería escribirlo en software". Esto incluyó su diseño de circuitos gráficos en color, la adición de soporte para paletas de juego y sonido y comandos gráficos en Integer BASIC, con los que escribió Brick Out, un clon de software de su propio juego de hardware. Wozniak dijo en 1984: "Básicamente, todas las características del juego se incluyeron solo para que yo pudiera mostrar el juego con el que estaba familiarizado (Breakout) en el Homebrew Computer Club. Fue el día más satisfactorio de mi vida cuando hice una demostración de Breakout, totalmente escrito en BASIC. Me pareció un gran paso. Después de diseñar juegos arcade por hardware, sabía que poder programarlos en BASIC iba a cambiar el mundo".

## Visión general
En el número de mayo de 1977 de Byte, Steve Wozniak publicó una descripción detallada de su diseño; el artículo comenzaba así: "Para mí, un computador personal debe ser pequeño, fiable, cómodo de usar y barato".
El Apple II utilizaba peculiares atajos de ingeniería para ahorrar hardware y reducir costes, como:
- Aprovechando la forma en que el procesador 6502 accede a la memoria: solo se produce en fases alternas del ciclo de reloj; el acceso a la memoria del circuito de generación de vídeo en la fase no utilizada evita problemas de contención de memoria e interrupciones del flujo de vídeo.
- Esta disposición eliminaba al mismo tiempo la necesidad de un circuito de actualización independiente para los chips DRAM (Dynamic Random-Access Memory; memoria dinámica de acceso aleatorio) , ya que la transferencia de vídeo accedía a cada fila de memoria dinámica dentro del periodo de tiempo de espera. Además, no requería chips RAM separados para la RAM de vídeo, mientras que el PET y el TRS-80 tenían chips SRAM para vídeo.
- Aparte de la CPU 6502 y unos pocos chips de apoyo, la gran mayoría de los semiconductores utilizados eran chips Schottky 74LS de bajo consumo.
- En lugar de utilizar un complejo circuito analógico-digital para leer las salidas del controlador del juego, Wozniak utilizó un sencillo circuito temporizador, construido en torno a un CI temporizador cuádruple 555 llamado 558, cuyo periodo es proporcional a la resistencia del controlador del juego y utilizó un bucle de software para medir los temporizadores.
- Un único oscilador maestro de 14,31818 MHz (fM) se dividía en varias proporciones para producir todas las demás frecuencias necesarias, incluidas las señales de reloj del microprocesador (fM/14), los contadores de transferencia de vídeo y las muestras de ráfagas de color (fM/4). Un puente soldable en la placa principal permitía conmutar entre vídeo europeo de 50 Hz y vídeo estadounidense de 60 Hz.

Las pantallas de texto y gráficos tienen una disposición compleja. Por ejemplo, las líneas de exploración no se almacenaban en áreas secuenciales de la memoria. Al parecer, esta complejidad se debió a que Wozniak se dio cuenta de que el método permitiría refrescar la RAM dinámica como efecto secundario (como se ha descrito anteriormente). Este método no suponía ningún coste adicional para el software que calculara o buscara la dirección de la línea de barrido requerida y evitaba la necesidad de hardware adicional significativo. Asimismo, en el modo de gráficos de alta resolución, el color viene determinado por la posición del píxel y por tanto, puede implementarse en software, lo que ahorra a Wozniak los chips necesarios para convertir los patrones de bits en colores. Esto también permitió dibujar texto con renderizado subpíxel, ya que los píxeles naranjas y azules aparecen medio píxel más a la derecha en la pantalla que los verdes y morados.
Al principio, el Apple II utilizaba almacenamiento en casetes de datos, como la mayoría de las microcomputadoras de la época. En 1978, la compañía introdujo una unidad de disquete externa de 5 1⁄4 pulgadas, llamada Disk II (estilizada como Disk ][), conectada a través de una tarjeta controladora que se enchufa en una de las ranuras de expansión del computador (normalmente la ranura 6). La interfaz del Disk II, creada por Wozniak, está considerada una obra maestra de la ingeniería por su economía de componentes electrónicos.
El enfoque adoptado en el controlador del Disk II es típico de los diseños de Wozniak. Con unos pocos chips lógicos a pequeña escala y una PROM (Programmable Read-Only Memory; memoria programable de sólo lectura) barata, creó una interfaz de disquete funcional por una fracción del coste de los componentes de las configuraciones de circuitos estándar.

## Diseño de la carcasa
Las primeras computadoras Apple II de producción tenían carcasas moldeadas a mano, que presentaban burbujas visibles y otros bultos debido al imperfecto proceso de moldeado del plástico. Pronto se cambió al moldeado mecánico. Además, el diseño inicial de la carcasa no tenía aberturas de ventilación, lo que provocaba una gran acumulación de calor en la placa de circuito impreso y hacía que el plástico se ablandara y se combara. Apple añadió orificios de ventilación a la carcasa tres meses después de iniciar la producción; los clientes con la carcasa original podían solicitar su sustitución sin coste alguno.

## Revisiones de PCB
La placa de circuito impreso (Printed Circuit Board, PCB) del Apple II sufrió varias revisiones, a medida que Steve Wozniak iba introduciendo modificaciones en ella. La primera versión se conoció como Revisión 0 y las primeras 6000 unidades comercializadas la utilizaron. Las revisiones posteriores añadieron un circuito de eliminación del color para evitar las franjas de color cuando el computador estaba en modo texto, así como modificaciones para mejorar la fiabilidad de la E/S de casete (periférico de entrada/salida). Los Apple II de la Revisión 0 se encendían en un modo indefinido y tenían basura en pantalla, lo que obligaba al usuario a pulsar Reset. Esto se eliminó en revisiones posteriores de la placa. Los Apple II de la Revisión 0 sólo podían mostrar cuatro colores en modo de alta resolución, pero Wozniak consiguió aumentar esta cifra a seis colores de alta resolución en las revisiones posteriores de la placa.
La PCB tenía tres bancos de RAM para un total de 24 chips de RAM. Los Apple II originales tenían puentes para ajustar el tamaño de la RAM y las configuraciones de RAM podían ser de 4, 8, 12, 16, 20, 24, 32, 36 o 48 KiB. Las tres configuraciones de memoria más pequeñas utilizaban DRAM (Dynamic Random-Access Memory; memoria dinámica de acceso aleatorio) de 4kx1 y las más grandes DRAM de 16kx1, o una mezcla de bancos de 4-kilobytes y 16-kilobytes (los chips de cualquier banco tienen que ser del mismo tamaño). Los primeros modelos Apple II+ conservaban esta característica, pero tras una caída de los precios de las DRAM, Apple rediseñó las placas de circuitos sin los puentes, de modo que sólo admitían chips de 16kx1. Unos meses más tarde, empezaron a distribuir todas las máquinas con un complemento completo de 48 KiB de DRAM.
A diferencia de la mayoría de las máquinas, todos los circuitos integrados de la placa de circuito impreso del Apple II tenían zócalo; aunque esto costaba más de fabricar y creaba la posibilidad de que los chips sueltos causaran un mal funcionamiento del sistema, se consideró preferible para facilitar el mantenimiento y la sustitución de los chips defectuosos.
El PCB del Apple II carece de cualquier medio para generar una petición de interrupción, aunque las tarjetas de expansión pueden generar una. El código del programa tenía que detenerlo todo para realizar cualquier tarea de E/S; como muchas otras idiosincrasias del computador, esto se debía a razones de coste y a que Steve Wozniak suponía que las interrupciones no eran necesarias para jugar o utilizar el computador como herramienta de enseñanza.

## Pantalla y gráficos
El color en la serie Apple II utiliza una peculiaridad del estándar de señal de televisión NTSC, lo que hizo que la visualización en color fuera relativamente fácil y barata de implementar. La especificación original de la señal de televisión NTSC era en blanco y negro. El color se incorporó posteriormente añadiendo una señal subportadora de 3,58 MHz que los televisores en blanco y negro ignoraban parcialmente. El color se codifica basándose en la fase de esta señal en relación con una señal de ráfaga de color de referencia. El resultado es que la posición, el tamaño y la intensidad de una serie de pulsos definen la información del color. Estos pulsos pueden traducirse en píxeles en la pantalla del computador, con la posibilidad de explotar colores de artefactos compuestos.
La pantalla del Apple II proporciona dos píxeles por ciclo de subportadora. Cuando la señal de referencia de la ráfaga de color está activada y el computador está conectado a una pantalla en color, puede mostrar el color verde mostrando un patrón alterno de píxeles, el color magenta con un patrón opuesto de píxeles alternos y el color blanco colocando dos píxeles uno al lado del otro. El azul y el naranja están disponibles ajustando el desplazamiento del píxel en medio píxel de ancho en relación con la señal de ráfaga de color. La pantalla de alta resolución ofrece más colores comprimiendo más píxeles (y más estrechos) en cada ciclo de subportadora.
El modo de visualización de gráficos gruesos de baja resolución funciona de forma diferente, ya que puede emitir un patrón de puntos por píxel para ofrecer más opciones de color. Estos patrones se almacenan en la ROM del generador de caracteres y sustituyen a los patrones de bits de caracteres de texto cuando el computador pasa al modo de gráficos de baja resolución. El modo de texto y el modo de gráficos de baja resolución utilizan la misma región de memoria y la misma circuitería para ambos.
Una sola página HGR ocupaba 8 KiB de RAM; en la práctica, esto significaba que el usuario tenía que tener al menos 12 KiB de RAM total para utilizar el modo HGR y 20 KiB para utilizar dos páginas. Los primeros juegos de Apple II del periodo 1977-79 a menudo se ejecutaban sólo en modo texto o de baja resolución para dar soporte a usuarios con configuraciones de memoria pequeñas; HGR no fue soportado casi universalmente por los juegos hasta 1980.

## Sonido
En lugar de un chip dedicado a la síntesis de sonido, el Apple II tiene un circuito basculante que solo puede emitir un clic a través de un altavoz incorporado o de una toma de salida de línea; todos los demás sonidos (incluida la música a dos, tres y con el tiempo, cuatro voces y la reproducción de muestras de audio y la síntesis de voz) son generados íntegramente por software que hace clic en el altavoz en los momentos adecuados. Para el almacenamiento en casete se utilizan técnicas similares: la salida del casete funciona igual que el altavoz y la entrada es un simple detector de paso por cero que sirve como digitalizador de audio relativamente rudimentario (1 bit). Las rutinas de la ROM de la máquina codifican y descodifican los datos en clave de desplazamiento de frecuencia para el casete.

## Lenguajes de programación
Inicialmente, el Apple II se suministraba con Integer BASIC codificado en los chips ROM de la placa base. Escrito por Wozniak, el intérprete permitía a los usuarios escribir aplicaciones de software sin necesidad de adquirir utilidades de desarrollo adicionales. Escrito pensando en programadores de juegos y aficionados, el lenguaje sólo admitía la codificación de números en formato entero de 16 bits. Como sólo admitía enteros entre -32768 y +32767 (enteros de 16 bits con signo), era menos adecuado para el software empresarial y Apple no tardó en recibir quejas de los clientes. Como Steve Wozniak estaba ocupado desarrollando el hardware del Disk II, no tuvo tiempo de modificar Integer BASIC para hacerlo compatible con coma flotante. En su lugar, Apple obtuvo la licencia del BASIC 6502 de Microsoft para crear Applesoft BASIC.
Los usuarios de disco normalmente compraban una llamada Tarjeta de Lenguaje, que tenía Applesoft en ROM y estaba situada debajo de la ROM del BASIC Entero en la memoria del sistema. El usuario podía cambiar entre cualquiera de los dos BASIC tecleando FP o INT en el prompt BASIC. Apple también ofrecía una versión diferente de Applesoft para los usuarios de casetes, que ocupaba poca memoria y se iniciaba utilizando el comando LOAD en Integer BASIC.
El Apple II incorporaba un monitor de código máquina con comandos para visualizar y modificar la memoria RAM del computador, ya fuera byte a byte o en bloques de 256 bytes a la vez. Esto permitía a los programadores escribir y depurar programas en código máquina sin necesidad de más software de desarrollo. El computador se enciende en la ROM del monitor, mostrando un prompt *. Desde ahí, Ctrl+B entra en BASIC, o se puede cargar un programa de lenguaje máquina desde un casete. El software de disco puede arrancarse con Ctrl+P seguido de 6, refiriéndose a la ranura 6 que normalmente contenía el controlador del Disco II.
Pronto se ofreció un ensamblador 6502 en disco, y más tarde se pusieron a disposición el compilador UCSD y el sistema operativo para el lenguaje Pascal. El sistema Pascal requiere que se instale una tarjeta RAM de 16 KiB en la posición de la tarjeta de lenguaje (ranura de expansión 0) además de los 48 KiB completos de memoria de la placa base.

## Manual
Los aproximadamente 1 000 primeros Apple II se enviaron en 1977 con un "Mini Manual Apple II" mimeografiado de 68 páginas, encuadernado a mano con cierres de papel de latón. Esta fue la base del "Manual de referencia del Apple II", que se conoció como el Libro Rojo por su cubierta roja, publicado en enero de 1978. Todos los clientes que enviaron sus tarjetas de garantía recibieron copias gratuitas del Red Book. El Manual de referencia del Apple II contenía el esquema completo de todos los circuitos del computador y una lista completa de las fuentes del firmware ROM "Monitor" que hacía las veces de BIOS de la máquina.
Un manual de Apple II firmado por Steve Jobs en 1980 con la inscripción "Julian, tu generación es la primera en crecer con computadoras. Ve a cambiar el mundo", se vendió en una subasta por 787 484 dólares en 2021..

## Sistema operativo
El Apple II original ofrecía un sistema operativo en ROM junto con una variante de BASIC llamada Integer BASIC. La única forma de almacenamiento disponible era la cinta de casete, que era ineficientemente lenta y lo que es peor, poco fiable. En 1977, cuando Apple se decidió en contra del popular pero torpe sistema operativo CP/M (Control Program for Microcomputers) por el innovador diseño de controlador de disco de Wozniak, contrató a Shepardson Microsystems por 13 000 dólares para escribir un Apple DOS para la serie Apple II. En Shepardson, Paul Laughton desarrolló el software crucial de la disquetera en tan sólo 35 días, un plazo extraordinariamente corto se mire por donde se mire. La disquetera Disk II de 5 1⁄4 pulgadas de Apple salió al mercado en 1978. La versión final y más popular de este software fue Apple DOS 3.3.
Apple DOS fue sustituido por ProDOS, que soportaba un sistema de archivos jerárquico y dispositivos de almacenamiento más grandes. Con una tarjeta de expansión opcional de terceros basada en Z80, el Apple II podía arrancar en el sistema operativo CP/M y ejecutar WordStar, dBase II y otro software CP/M. Con el lanzamiento de MousePaint en 1984 y el Apple IIGS en 1986, la plataforma adoptó el aspecto de la interfaz de usuario del Macintosh, incluyendo un ratón.
Apple lanzó Applesoft BASIC en 1977, una variante más avanzada del lenguaje que los usuarios podían ejecutar en lugar de Integer BASIC para disponer de más capacidades.
Algunos programas comerciales de Apple II arrancaban directamente y no utilizaban los formatos de disco estándar de DOS. Esto desalentaba la copia o modificación del software en los discos y mejoraba la velocidad de carga.

## Dispositivos y aplicaciones de terceros
Cuando el Apple II salió a la venta en junio de 1977, no había tarjetas de expansión disponibles para las ranuras. Esto significaba que el usuario no tenía forma de conectar un módem o una impresora. Un truco popular consistía en conectar un teletipo a la salida de casete.
El diseño de arquitectura abierta de Wozniak y las múltiples ranuras de expansión del Apple II permitían una gran variedad de dispositivos de terceros, incluidas tarjetas periféricas, como controladores serie, controladores de pantalla, tarjetas de memoria, discos duros, componentes de red y relojes de tiempo real. Había tarjetas de expansión enchufables, como la Z-80 SoftCard, que permitían a Apple II utilizar el procesador Z80 y ejecutar programas para el sistema operativo CP/M,incluyendo la base de datos dBase II y el procesador de textos WordStar. La tarjeta Z80 también permitía la conexión a un módem y, por tanto, a cualquier red a la que el usuario pudiera tener acceso. En los primeros tiempos, estas redes eran escasas, pero se expandieron significativamente con el desarrollo de los sistemas de tablón de anuncios en años posteriores. También existía una tarjeta 6809 de terceros que permitía ejecutar OS-9 Nivel Uno. Las tarjetas de sonido de otros fabricantes mejoraron notablemente las capacidades de audio, permitiendo funciones sencillas de síntesis musical y conversión de texto a voz. Las tarjetas aceleradoras de Apple II duplicaban o cuadruplicaban la velocidad del computador.
Los primeros Apple II se vendían a menudo con un Sup'R'Mod, que permitía ver la señal de vídeo compuesto en un televisor.
La industria radioelectrónica de la Unión Soviética diseñó el computador Agat, compatible con Apple II. Se fabricaron unos 12 000 modelos Agat 7 y 9, que se utilizaron ampliamente en las escuelas soviéticas. Las computadoras Agat 9 podían ejecutar los modos de compatibilidad "Apple II" y nativo. El modo "Apple II" permitía ejecutar una mayor variedad de software Apple II (presumiblemente pirateado), pero a costa de menos RAM. Por ello, los desarrolladores soviéticos preferían el modo nativo al modo de compatibilidad "Apple II".

## Recepción
Jesse Adams Stein escribió: "Como primera empresa en lanzar un microcomputador "aparato de consumo", Apple Computer nos ofrece una visión clara de este cambio de una máquina a un electrodoméstico". Pero la empresa también tuvo que "negociar las actitudes de sus compradores potenciales, teniendo en cuenta las ansiedades sociales sobre la adopción de nuevas tecnologías en múltiples contextos". La oficina, el hogar y la "oficina en casa" estaban implicados en estos cambios de estereotipos de género y desarrollo tecnológico". Después de ver un prototipo rudimentario envuelto en alambre que Wozniak y Steve Jobs demostraron en noviembre de 1976, Byte predijo en abril de 1977 que el Apple II "podría ser el primer producto en calificarse plenamente como "computador electrodoméstico"... un sistema completo que se compra en la estantería, se lleva a casa, se enchufa y se usa". La capacidad gráfica en color del computador impresionó especialmente a la revista, que publicó una reseña favorable del computador en marzo de 1978, concluyendo: "Para el usuario que desee gráficos en color, el Apple II es la única opción práctica disponible en la clase de computadoras electrodomésticas".
En entrega de agosto de 1978 de la revista británica Personal Computer World, también se citó la capacidad de color como un punto fuerte, afirmando que "la razón principal por la que alguien compra un Apple II debe ser sin duda por los gráficos en color". Aunque mencionaba la "rareza" de los colores de los artefactos que producían un resultado "que no siempre es el que uno desea", señalaba que "nadie tiene gráficos en color como éstos a este precio". La revista elogiaba el sofisticado software del monitor, las posibilidades de ampliación para el usuario y la completa documentación. El autor concluía que "el Apple II es una máquina muy prometedora" que "sería aún más tentadora si su precio fuera ligeramente inferior... de momento, el color es un Apple II".
Aunque se vendió bien desde el lanzamiento, el mercado inicial era el de los aficionados y entusiastas de la informática. Las ventas se expandieron exponencialmente al mercado empresarial y profesional, cuando se lanzó el programa de hojas de cálculo VisiCalc a mediados de 1979. A VisiCalc se le atribuye el mérito de ser la killer app (killer application; aplicación asesina) que definió la industria de los microcomputadoras.
A finales de 1977, las ventas de Apple ascendían a 775 000 dólares en el ejercicio fiscal, cifra que incluía las ventas del Apple I. Esto sitúa a Apple claramente por detrás de los otros de la "santísima trinidad" del TRS-80 y el Commodore PET, a pesar de que el TRS-80 se lanzó el último de los tres. Sin embargo, durante los cinco primeros años de operaciones, los ingresos se duplicaron aproximadamente cada cuatro meses. Entre septiembre de 1977 y septiembre de 1980, las ventas anuales crecieron de 775 000 a 118 millones de dólares. Durante este periodo, los únicos productos de la empresa fueron el Apple II y sus periféricos, accesorios y software.
En 2006, PC World escribió que el Apple II era el mejor PC de todos los tiempos.